# Écrainville
Écrainville település Franciaországban, Seine-Maritime megyében. Lakosainak száma 985 fő (2022. január 1.). Écrainville Bornambusc, Criquetot-l’Esneval, Cuverville, Fongueusemare, Goderville, Manneville-la-Goupil, Saint-Sauveur-d’Émalleville, Sausseuzemare-en-Caux és Vergetot községekkel határos.

## Népesség
A település népességének változása:
| Lakosok száma | 1034 | 1042 | 1075 | 1022 | 999  | 977  | 972  | 969  | 985  |
|               | 2013 | 2015 | 2016 | 2017 | 2018 | 2019 | 2020 | 2021 | 2022 |